# Les Dieux de Mars
Les Dieux de Mars (titre original : The Gods of Mars) est un roman d'Edgar Rice Burroughs faisant partie du Cycle de Mars, également publié en français sous le titre Divinités martiennes  (en 1937). Il s'agit du second roman de la série, il suit Une princesse de Mars et est suivi de Le Seigneur de la Guerre de Mars, ces trois romans formant un tout qui contient les aventures essentielles de John Carter sur Mars, puisqu'il n'apparait plus que de manière anecdotique dans les autres livres du Cycle de Mars. 
Le roman est initialement publié en épisodes dans All-Story Magazine à partir de janvier 1913, puis en un volume en 1918.
Dans ce second roman, Burroughs démontre sa maîtrise du roman en épisodes en reprenant le cocktail d'aventure et d'actions chevaleresques et de rebondissements. Cependant, si le premier roman était parsemé de scènes plus calmes mettant en avant la découverte, celui-ci ne laisse aucun répit au lecteur et introduit le thème de la religion en montrant que les religions organisées de Mars ne sont que tromperie.

## Résumé

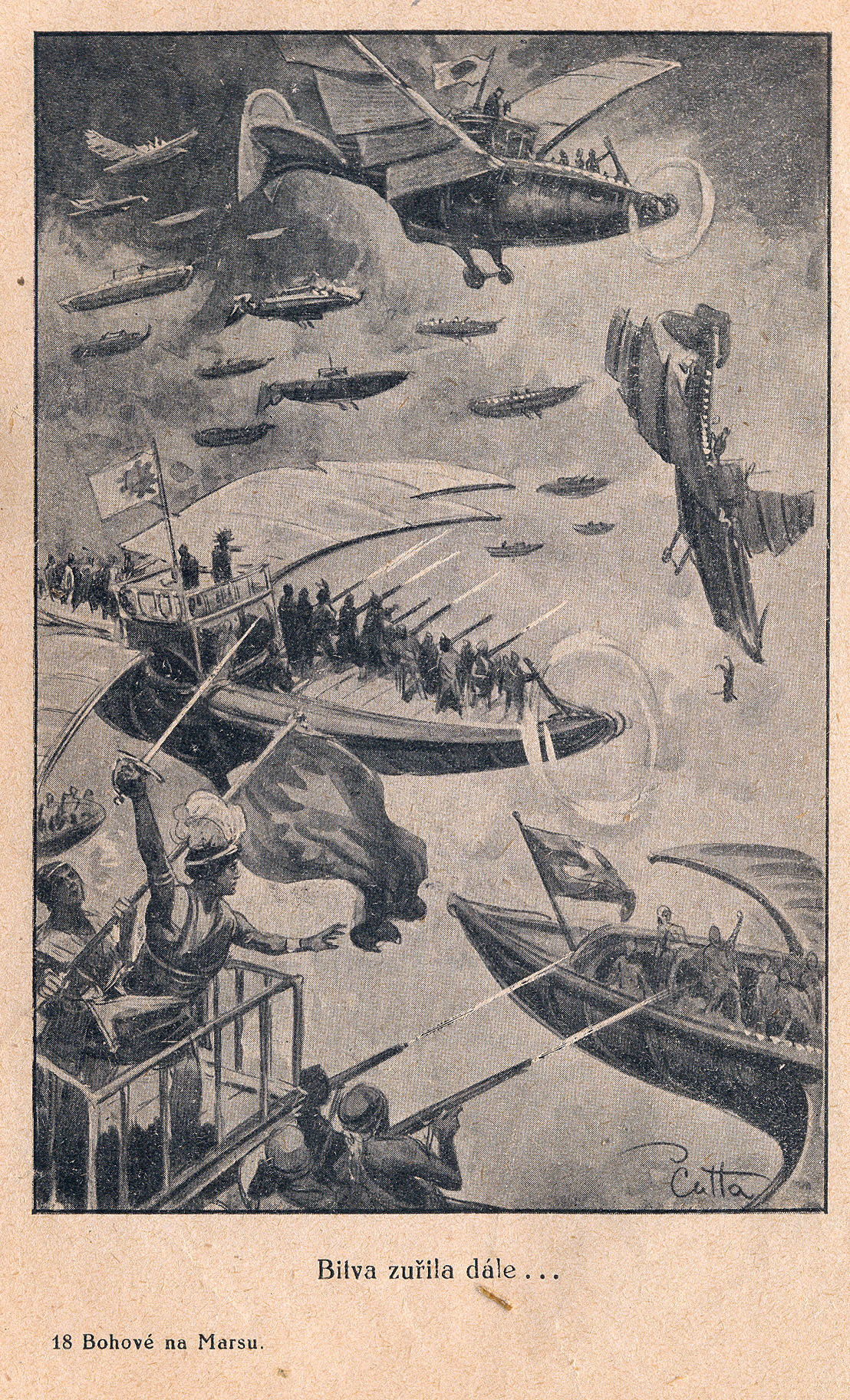
Illustration de la bataille aérienne au-dessus de Barsoom, par V. Čutta, tirée de l'édition tchèque de 1928 du livre Les Dieux de Mars, publiée par Ladislav Šotek, Prague.

Le récit reprend là où l'avait laissé le narrateur qui avait mis le corps de son oncle, John Carter, dans un mausolée ne pouvant s'ouvrir que de l'intérieur. Douze ans ont passé, et le narrateur reçoit un message de Carter à nouveau revenu sur Terre et qui lui raconte la suite de ses aventures sur Barsoom.
Ayant voyagé de la même façon que lors de son premier voyage, Carter se retrouve dans un paysage dans lequel il ne reconnait pas la Mars désolée et desséchée qui lui était familière: une vallée arborée, des plaines couvertes d'une herbe rouge bien entretenue qui descend vers une mer bien peu martienne dans laquelle se jette une rivière. Pourtant, lorsqu'il se lève, il reconnait la pesanteur martienne dans le bond qu'il fait.
Carter commence à explorer son environnement, et découvre à quoi le gazon doit son entretien: les hommes-plantes, des créatures humanoïdes de plus de trois mètres dont les bras souples se terminent par des bouches et des serres qui coupent l'herbe ensuite absorbée par la créature, qui est également équipée d'une queue de près de deux mètres de long.
Alors qu'il envisage une prise de contact, les hommes-plantes répondent à un appel provenant des falaises entourant la vallée et se rendent sur le rivage où Carter voit arriver un groupe de martiens verts, mâles et femelles, sur une embarcation, ce qui lui confirme qu'il est bien sur Mars. Horrifié, il assiste alors au massacre des martiens verts par les hommes-plantes, un seul guerrier en réchappant et s'enfuyant vers les arbres. Tandis que les hommes-plantes sont rejoints par de féroces grands singes blancs, Carter décide d'aider le martien vert et combat à ses côtés après avoir récupéré une épée sur un des cadavres, découvrant qu'il s'agit de Tars Tarkas, son vieil ami. Tars Tarkas lui apprend alors où ils se trouvent: dans la vallée Dor, sur les rives de la mer morte de Korus, c'est-à-dire le paradis pour tout martien qui fait le pèlerinage sur la rivière Iss, pèlerinage que Tars Tarkas a fait à la recherche de Carter, puisque c'était le dernier endroit sur Barsoom où il pouvait être.
Ils réussissent à rejoindre une grotte dans la falaise pour tomber dans un nouveau piège tendu par les grand prêtres de cette religion de mort: les Therns sacrés, une race d'homme blancs se présentant comme des êtres supérieurs, qui se nourrissent de chair humaine vidée de son sang par les hommes-plantes tout en sauvant de temps à autre quelques « créatures inférieures » qui leur servent d'esclaves. Après avoir liquidé quelques banths, les lions martiens, et quelques therns sacrés, les deux amis sauvent une jeune martienne rouge, Thuvia, qui est capable de contrôler les banths.
Thuvia leur apprend dans quel enfer ils sont tombés, et leur apprend aussi que les therns ne craignent que les pirates noirs de Barsoom, qui sont censés venir de la seconde lune. Tandis qu'ils essaient de s'enfuir, les vaisseaux des pirates noirs attaquent le territoire des therns. Carter met Tars Tarkas et Thuvia sur un des vaisseaux volants qu'ils volent aux pirates, et s'empare lui-même d'un vaisseau en tuant une série de pirates noirs et en assommant l'un d'eux, Xodar. Il y trouve une prisonnière, Phaidor, une thern qui est la fille de Matai Shang, Hekkador (grand prêtre) des therns et est ensuite fait lui-même prisonnier.
Phaidor et Carter apprennent alors que les pirates noirs ne viennent pas de la lune, mais d'un territoire souterrain où se situent la mer d'Oméan et le temple d'Issus, équivalent pour les therns de la vallée Dor : la déesse Issus est en fait de la race des pirates noirs, qui s'appellent eux-mêmes les premiers-nés, censés être supérieurs à toutes les créatures de Barsoom et qui font subir aux therns ce que ces derniers font subir aux autres martiens. 
Promis au jeu du cirque du fait de son habileté aux armes et de sa puissance, Carter est emprisonné avec Xodar, réduit à être son esclave car il s'est laissé battre par Carter. Il rencontre un jeune martien rouge qui possède une grande puissance musculaire et est un grand combattant, et dont il découvre qu'il est son propre fils, Carthoris. Les trois profitent d'une révolte lors des jeux d'Issus pour s'évader, et rejoignent Hélium tout en sauvant, en passant, Tars Tarkas et Thuvia capturés par des martiens verts de la horde des warhoons.
Hélium est contrôlée par Zat Arras, jed (roi) de Zodanga, depuis que le jeddak et le jed d'Hélium, Tardos Mors et Mors Kajak, grand-père et père de Dejah Thoris, sont partis à la recherche de John Carter, et Dejah Thoris s'est enfuie pour échapper aux avances de Zat Arras. Tout en essayant d'échapper à la condamnation à mort qui attend tout blasphémateur sortant vivant de la vallée Dor, Carter monte une expédition pour sauver sa princesse, qui, apprend-il de Thuvia, a été capturée par des pirates noirs. 
Après une bataille aérienne contre les Therns et les pirates noirs d’Issus, Carter renverse Issus, mais découvre que cette dernière a enfermé Dejah Toris, Thuvia et Phaidor dans une cellule du temple du soleil dont la porte ne s’ouvre qu’une fois l’an, ce qui permettait à Issus de faire mourir de faim ses ennemis. Carter, agenouillé devant la porte qui se ferme, a le temps d'apercevoir un instant Phaidor qui tente de poignarder Dejah Toris avant que la cellule se ferme pour une année martienne.

## Publications

### Version originale
- Titre : The Gods of Mars
- Parution en magazine : The Gods of Mars, "The All-Story", janvier à mai 1913
- Parution en livre : A.C.McClurg & Co., 1918

### Éditions françaises
- Divinités martiennes, " Robinson ", n° 56 à 68 (1937)
- Les Dieux de Mars, Traduction de Thérèse Lauriol, dessin de couverture de Philippe Druillet, Édition Spéciale (1971)
- Les Dieux de Mars, Traduction de Charles-Noël Martin, Albin Michel, Épées & Dragons (1988)  (ISBN 978-2-226-03221-8)
- Les Dieux de Mars, in Le cycle de Mars 1, traduction de Charles-Noël Martin et Carole Devos, Lefrancq (1994)  (ISBN 978-2-87153-174-6) (volume réédité par la librairie Ananke en 2002  (ISBN 978-2-87418-076-7))